# Jonathan Mostow
Jonathan Mostow est un réalisateur, scénariste et producteur  américain né le 28 novembre 1961 à Woodbridge, Connecticut (États-Unis).

## Biographie
Il est le fils de George Mostow.
Il commence sa carrière derrière la caméra alors qu'il est encore étudiant à l'université Harvard. Il y tourne plusieurs courts métrages et documentaires. En 1991, il signe sa première réalisation, le téléfilm Flight of Black Angel.
C'est en 1997 que Jonathan Mostow se révèle au grand public avec Breakdown, thriller tendu et original — dont il est également coscénariste —, interprété par Kurt Russell. La même année, il assure la fonction de producteur délégué de David Fincher pour The Game. Courtisé par Hollywood, le metteur en scène consolide sa réputation de faiseur efficace avec le thriller d'action subaquatique U-571, interprété par Matthew McConaughey et Harvey Keitel.
En 2003, il met en scène le troisième volet de la série Terminator, intitulé Terminator 3 : Le Soulèvement des machines. La critique est moins favorable que pour les deux premiers films mais c'est néanmoins un succès commercial, engrangeant plus de 433 millions de dollars de recettes au niveau mondial. 
Il réalise ensuite en 2009 un film de science-fiction, Clones, avec Bruce Willis. Il s'agit de l'adaptation d'un comic book créé par Robert Venditti et Brett Weldele : The Surrogates.

## Filmographie

### Réalisateur

#### Cinéma
- 1989 : Beverly Hills Bodysnatchers
- 1997 : Breakdown
- 2000 : U-571
- 2003 : Terminator 3 : Le Soulèvement des machines (Terminator 3: Rise of the Machines)
- 2009 : Clones (Surrogates)
- 2017 : The Professional (Hunter's Prayer)

#### Télévision
- 1991 : Flight of Black Angel (téléfilm)
- 2007 : Them (série télévisée) — réalisation de l'épisode pilote, qui fut le seul diffusé

### Scénariste
- 1989 : Beverly Hills Bodysnatchers
- 1991 : Flight of Black Angel (téléfilm)
- 1997 : Breakdown
- 2000 : U-571

### Producteur délégué
- 1997 : The Game, de David Fincher
- 2007 : Them (série télévisée)